# Filmhøjskolen i Łódź
Leon Schiller statslige skole for film, fjernsyn og teater i Łódź (polsk Państwowa Wyższa Szkoła Filmowa, Telewizyjna i Teatralna im. Leona Schillera w Łodzi, forkortet PWSFTviT) er en filmskole for Instruktører, kameramænd og skuespillere.
Skolen blev grundlagt 8. marts 1948, og har fostret mange verdenskendte kameramænd og filminstruktører, blandt andre Roman Polański, Krzysztof Kieślowski og Andrzej Wajda. Skolen er i dag en af de mest berømte institutioner for højere uddannelse i Łódź, og består af fire fakulteter.

## Eksterne Henvisninger
- Filmskolens hjemmesideArkiveret 10. januar 2013 hos  Wayback Machine

| Skole | Spire Denne artikel om en skole, en uddannelsesinstitution eller uddannelse er en spire som bør udbygges. Du er velkommen til at hjælpe Wikipedia ved at udvide den. |

51°45′28″N 19°28′21″Ø / 51.75778°N 19.4725°Ø